# Karl Fritscher

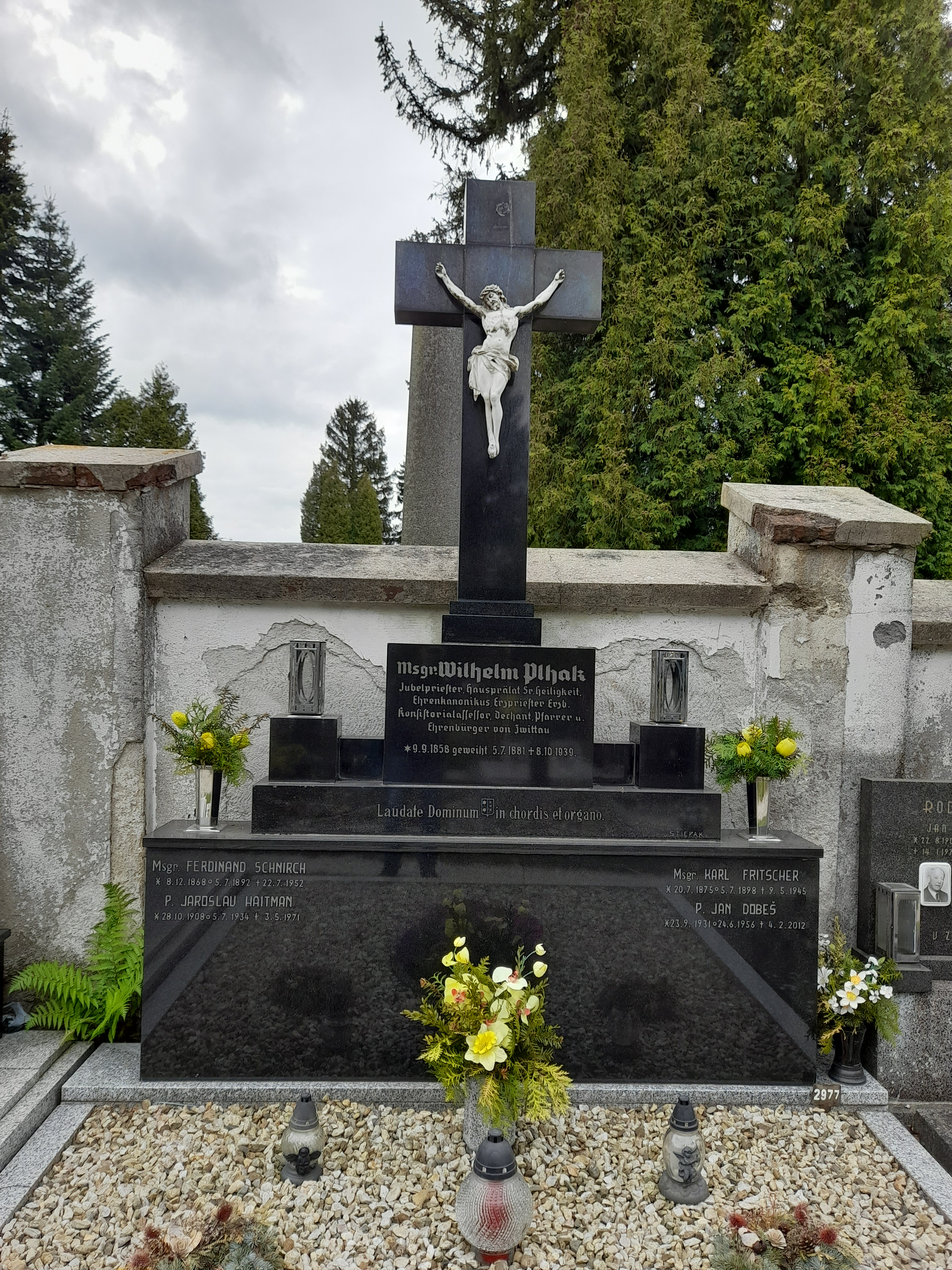
Hrob kněze ve Svitavách

Karl Fritscher (28. července 1875 Mohelnice – 10. května 1945 Svitavy) byl římskokatolický kněz a československý politik německé národnosti, meziválečný senátor a poslanec Národního shromáždění.

## Biografie
Vystudoval německé gymnázium v Kroměříži a teologii a filozofii v Olomouci, kde byl roku 1898 vysvěcen na kněze. Od roku 1903 byl farářem ve Svitavách. Podle údajů k roku 1930 byl profesí katecheta ze Svitav. V roce 1932 obdržel titul tajného papežského komořího a monsignora. Byl v reigonu oblíbeným kazatelem, říkalo se mu Pater Karl.
Politicky aktivní byl již za Rakouska-Uherska. Ambros Opitz, zakladatel rakouské Křesťansko-sociální strany v českých zemích, ho od počátku začlenil do úzkého kruhu svých stoupenců. Po vzniku Československa pak náležel mezi předáky Německé křesťansko sociální strany lidové na severní Moravě. Zasedal v městské radě ve Svitavách. Vydával stranický regionální list Grenzpost.
V parlamentních volbách v roce 1925 získal za Německou křesťansko sociální stranou lidovou senátorské křeslo v Národním shromáždění. V senátu setrval do roku 1929. V parlamentních volbách v roce 1929 byl opět zvolen do Národního shromáždění. Nyní ovšem nikoliv jako senátor ale jako poslanec, tedy člen dolní komory.